# Parc naturel de la vallée de la Salaca
Le Parc naturel de la vallée de la Salaca (en letton: Dabas parks “Salacas ieleja”) est un parc naturel en Lettonie situé en Vidzeme, au sein de la Réserve de biosphère de Vidzeme septentrionale, le long des rives de la Salaca entre la ville de Mazsalaca et de son embouchure à Salacgrīva. Le site s'étend sur 62,51 km2 et fait l'objet d'une protection depuis 1977, il appartient au réseau Natura 2000 qui rassemble des sites naturels ou semi-naturels de l'Union européenne ayant une grande valeur patrimoniale. 
Les berges en grès de Salaca forment par endroits les rochers assez hauts, dont les plus remarquables sont ceux de Pietraga  voisinant les 10 m sur 400 m de long, et de Skaņaiskalns, qui avec ses 20 m s'étend sur 90 m, les deux situés sur la rive gauche. On y dénombre plusieurs espèces de poissons, parmi lesquels on rencontre le plus souvent le chevesne, le grand brochet, la perche commune, la brème commune, l’ide mélanote, le gardon et la vimbe. Le concours de pêche "Staiceles vimba" s'y tient au printemps. 

## Une zone importante pour la reproduction des saumons
La Salaca est l'une des rivières les plus importantes du bassin baltique dans la reproduction des saumons sauvages et abrite un grand nombre de frayères. La lamproie peuple également ses eaux et fait l'objet d'une pêche annuelle traditionnelle lors de la dévalaison hivernale.